# Thomas Brussig
Thomas Brussig (n. 19 decembrie 1964, Berlin, RDG) este un scriitor contemporan de limbă germană din Germania, cunoscut pentru romanele sale cu caracter satiric despre viața din fosta Republică Democrată Germană

## Biografie
Brussig s-a născut în Berlinul de Est. A urmat cursurile primare și gimnaziale la școala „Heinrich-Hertz”, după care a urmat un liceu de construcții, pe care l-a absolvit în 1984. După liceu a fost încorporat în Armata Națională a Poporului din fosta RDG. După satisfacerea stagiului militar și până la începutul anilor 1990 a avut mai multe slujbe temporare cum ar fi: paznic de muzeu, personal de îngrijire și portar de hotel etc. Începând cu 1990 a studiat timp de trei ani sociologia la Universitatea Liberă din Berlin, după care s-a mutat la Universitatea de Teatru și Film din Potsdam, pe care a absolvit-o în anul 2000. În prezent Brussig lucrează ca scriitor și scenarist independent, locuind împreună cu partenera și copiii săi la Berlin și în Mecklenburg.

## Activitate
Brussig a debutat ca romancier în 1991 cu Wasserfarben („Acuarele”). Consacrarea sa a venit în 1995, odată cu publicarea romanului comic Helden wie wir („Eroi ca noi”). În romanele sale, Brussig satirizează diferite evenimente din Germania de Est. Cărțile sale au fost traduse în 28 de limbi până în prezent. A primit numeroase premii și distincții și a fost membru în diferite jurii literare. În semestrul de vară al anului universitar 2012 a fost titularul cursului „Poetik” de la Universitatea din Koblenz-Landau.

## Opere
- Wasserfarben. (inițial sub pseudonimul Cordt Berneburger). Aufbau-Verlag, Berlin, 1991, ISBN: 3-351-01871-1.
- Helden wie wir. Verlag Volk und Welt, Berlin, 1995, ISBN: 3-353-01037-8.
- Am kürzeren Ende der Sonnenallee. Verlag Volk und Welt, Berlin, 1999, ISBN: 3-353-01168-4.
- Leben bis Männer. S. Fischer, Frankfurt pe Main, 2001, ISBN: 3-596-15417-0.
- Wie es leuchtet. S. Fischer, Frankfurt pe Main, 2004, ISBN: 3-10-009580-4.
- Berliner Orgie. Piper, München, 2007, ISBN: 3-492-05037-9.
- Schiedsrichter Fertig. Residenz-Verlag, St. Pölten, 2007, ISBN: 3-7017-1481-9.
- Der Wurm am Turm, împreună cu Kitty Kahane (coautoare). Hansisches Druck- und Verlagshaus, Frankfurt pe Main, 2011, ISBN: 3-86921-061-3.
- Das gibts in keinem Russenfilm. S. Fischer, Frankfurt pe Main, 2015, ISBN: 978-3-10-002298-1.
- Beste Absichten. S. Fischer, Frankfurt pe Main, 2017, ISBN: 978-3-10-397243-6.

## Traduceri în limba română
- Aleea Soarelui, traducător Mara Yvonne Wagner, Editura Humanitas, București, 2003, ISBN: 973-50-0524-5[10]

## Distincții
- 1999: Premiul pentru scenariu pentru Sonnenallee
- 2000: Premiul Hans Fallada al orașului Neumünster
- 2000: Berliner Bär (Premiul pentru cultură al orașului Berlin)
- 2005: Medalia Carl Zuckmayer

## Vezi și
- Literatura germană

## Legături externe
- de Thomas Brussig în Catalogul Bibliotecii Naționale a Germaniei (Informații despre Thomas Brussig • PICA • Căutare pe site-ul Apper)
- Thomas Brussig
- Thomas Brussig la Internet Movie Database